# Полет 404 на „Джапан Еър Лайнс“
Полет 404 на „Джапан Еър Лайнс“ е пътнически полет, който е отвлечен от Народния фронт за освобождение на Палестина и Японската „червена армия“ на 20 юли 1973 г. Полетът излита от международното летище „Схипхол“, Амстердам, Нидерландия, на 20 юли 1973 г. на път за международното летище „Токио Ханеда“, Токио, Япония, през международно летище „Тед Стивънс Анкоридж“, Аляска, САЩ. Самолетът „Боинг 747-246B“, който лети по маршрута, е със 123 пътници и 22 членове на екипажа на борда. Пътниците включват петима терористи, водени от Осаму Маруока, член на японската „Червена армия“, а останалите са членове на Народния фронт за освобождение на Палестина.
Точно след излитане от летище „Схипхол“ полетът е отвлечен. Един от похитителите случайно взривява граната, която носи в себе си и се самоубива, като ранява тежко главната стюардеса. Главният похитител почти веднага се представя пред контрола на въздушното движение като Ел Касар, и съобщава, че отвлича самолета в името на палестинското освободително движение. След като няколко правителства от Близкия изток отказват да позволят на полет 404 да кацне, той каца в Дубай, в Обединените арабски емирства. След няколко дни на пистата, терористите поискват освобождаването на Козо Окамото, който оцелява след клането на летище „Лод“ в Тел Авив година по рано.
След като израелското правителство отказва да освободи Козо Окамото, похитителите откарват самолета първо до Дамаск, Сирия, а след това до Бенгази, Либия. На 23 юли, 89 часа след отвличането, пътниците и екипажът са освободени; след това похитителите взривяват самолета и причиняват втората загуба на „Боинг 747“ и първата на 747 – 200. Осаму Маруока успява да избяга и през 1977 г. и ръководи отвличането на полет 472 на „Джапан Еър Лайнс“. Той остава в неизвестност до 1987 г., когато е арестуван в Токио, след като влиза в Япония с фалшив паспорт. Получава доживотна присъда и умира в затвора на 29 май 2011 г.